# Georg Flegel
Georg Flegel est un peintre, né en 1566 à Olmütz en Moravie et mort le 23 mars 1638 à Francfort-sur-le-Main, spécialiste de nature morte. Il est le premier peintre allemand réaliste.
Il se forme dans l'atelier du peintre flamand Lucas van Valckenborch installé à Stuttgart, et réalise certains détails des tableaux de ce dernier ; à sa mort en 1597, il acquiert le titre de citoyen de Francfort. Flegel se spécialise alors dans les peintures d'intérieurs et les natures mortes, pour une clientèle essentiellement bourgeoise. Il est réputé  pour les scènes de repas, la représentation de bouquets de fleurs et d'insectes ; il continue à collaborer avec des peintres pour l'exécution des personnages.
Flegel a eu comme élève Jacob Marrel, le beau-père de Maria Sibylla Merian qu'il formera à la peinture de fleurs. 

## Œuvres
- Nature morte au cerf-volant, (1635), huile sur bois, 25 x 38 cm, Cologne, Musée Wallraf Richartz.
- Meuble avec étagère, (vers 1610), huile sur toile, 92 x 62 cm, Prague, Narodni Galerie.
- Branche d'abricotier (1630-1639), huile sur bois, Darmstadt,  Musée régional de la Hesse[2]
- Nature morte au flacon de vin, à la miche de pain et aux petits poissons, 1637, 19 × 15 cm, Paris, Musée du Louvre, Paris[3].

"
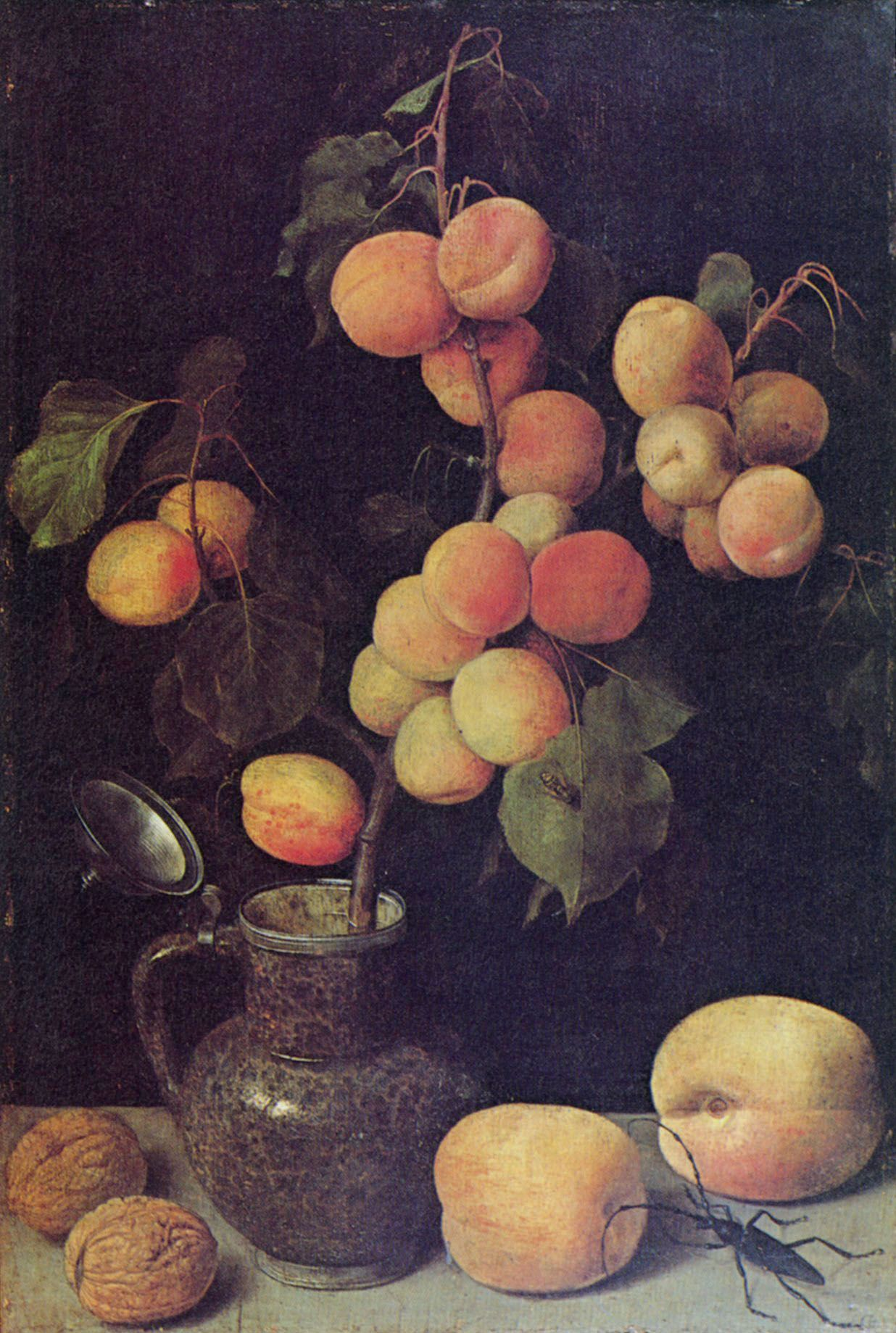
Branche d'abricotier (1630-1639) Musée régional de la Hesse
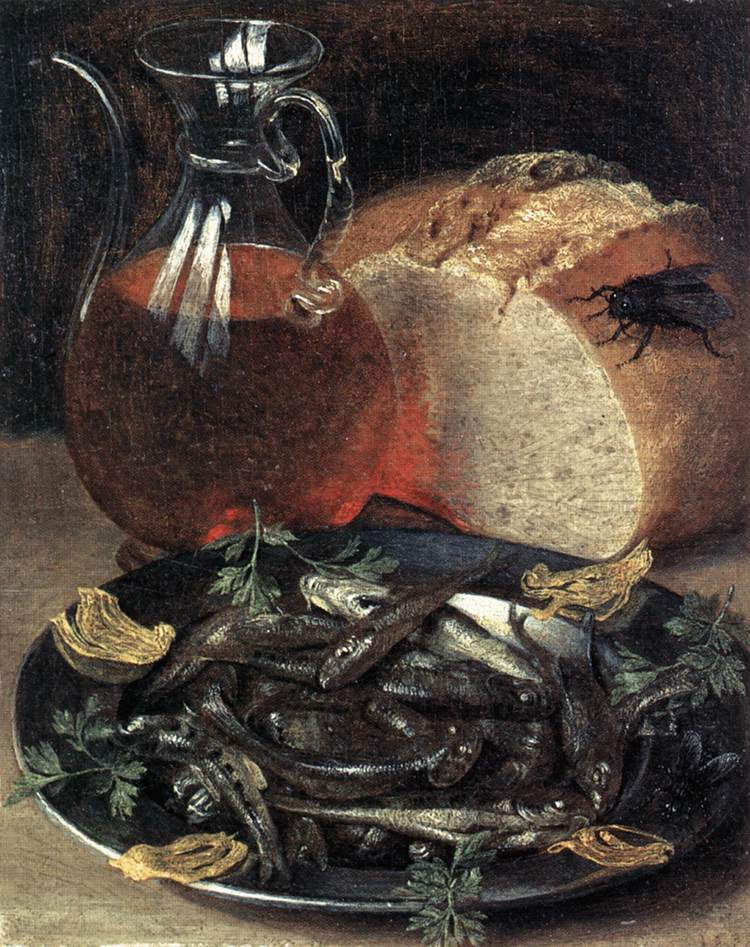
Nature morte au poisson (1637) Musée du Louvre
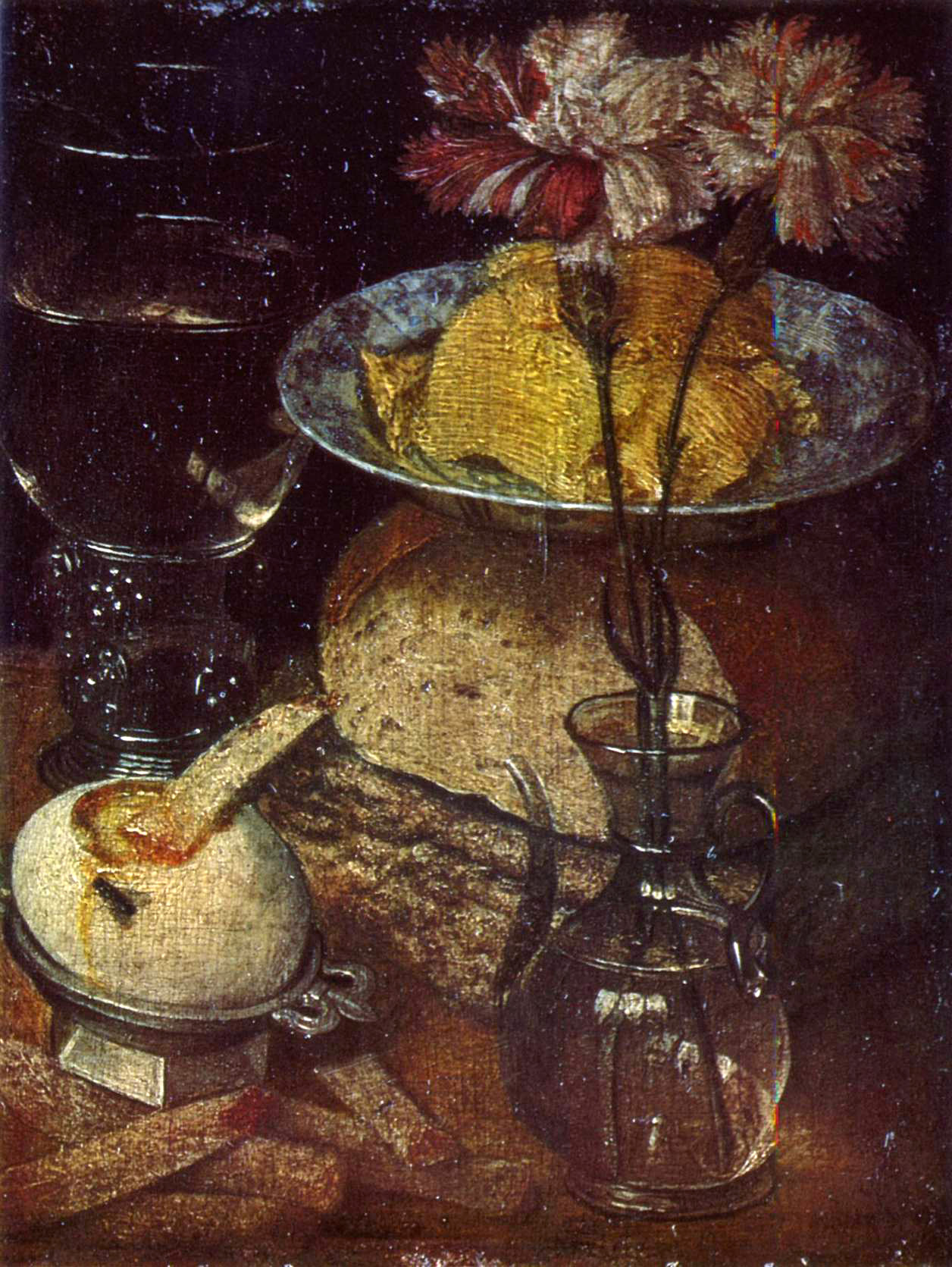
Nature morte à l'œillet Galerie nationale de Prague
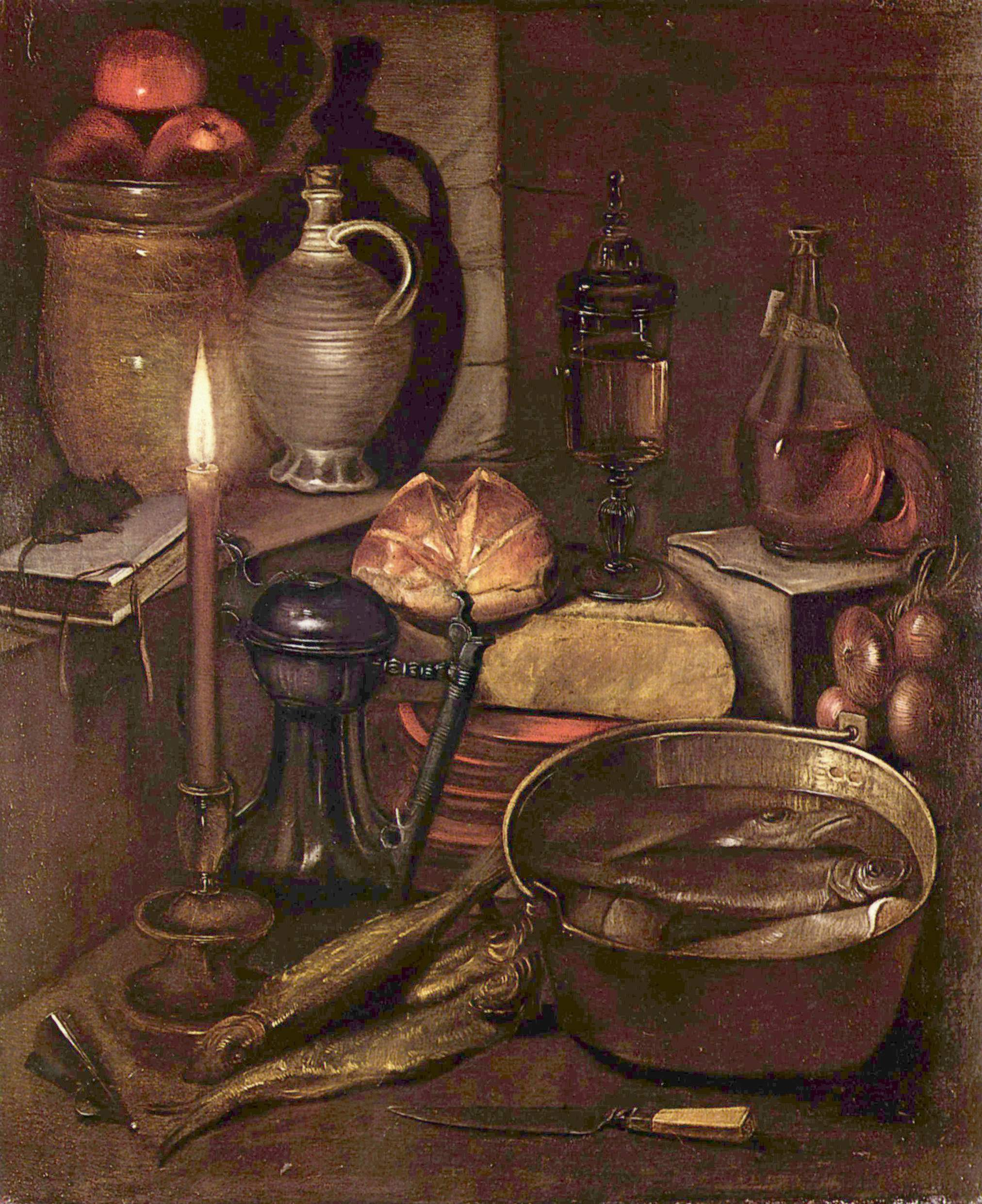
Nature morte à la bougie Staatliche Kunsthalle Karlsruhe
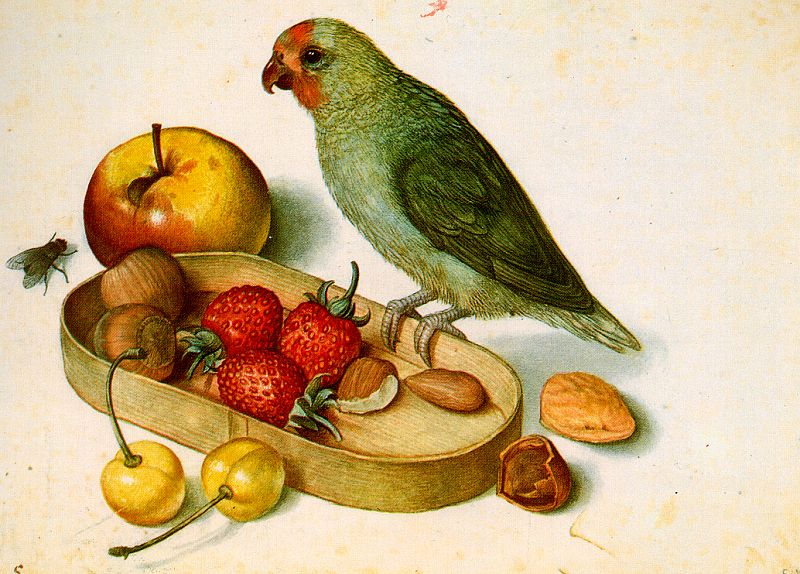
Nature morte au perroquet Gemäldegalerie (Berlin)